# Baikia africana
Baikia africana là một loài bò sát trong họ Amphisbaenidae. Loài này được Gray mô tả khoa học đầu tiên năm 1865.